# شمس سوداء (مسلسل)
شمس سوداء (بالكورية: 검은 태양)؛ هو مسلسل تلفزيوني كوري جنوبي لعام 2021. تم عرضه في 17 سبتمبر 2021 ،  على قناة MBC TV ومنصة Wavve ، يومي الجمعة والسبت الساعة 22:00 بتوقيت كوريا الجنوبية، وهو إنتاج مشترك بين القناة والمنصة.

## القصة
تحكي عن عميل جهاز المخابرات الوطنية جي هيوك، يختفي فجاة لمدة عام، يعود للمنظمة من أجل للعثور على الخائن المسوؤل عن سقوطة.

## بطولة

### رئيسي
- نامكونج مين في دور هان جي هيوك.

أفضل عميل لدى الجهاز المخابراتي الذي يحظى بإعجاب زملائه لأدائه الذكي والرائع.
- بارك ها سون بدور سيو سو يون.

زميلة عمل بجانب جي هيوك في NIS ورئيسة قسم المعلومات الجنائية.
- كيم جي ايون بدور يو جي يي.

شريكة جي هيوك التي تخرجت مبكرًا من KAIST ، وهي وعميلة لدى لجهاز المخابراتي.

### أدوار داعمة
- جانغ يونغ نام بدور دو جين سوك.[16]
- لي جيونغ يونغ في دور لي إن هوان.[16]
- كوون سو هيون في دور جو هيو اون.[17]

## المشاهدات
| الموسم | الموسم | رقم الحلقة | رقم الحلقة | رقم الحلقة | رقم الحلقة | رقم الحلقة | رقم الحلقة | رقم الحلقة | رقم الحلقة | رقم الحلقة | رقم الحلقة | رقم الحلقة | رقم الحلقة | المتوسط     |
| الموسم | الموسم | 1          | 2          | 3          | 4          | 5          | 6          | 7          | 8          | 9          | 10         | 11         | 12         | المتوسط     |
| ------ | ------ | ---------- | ---------- | ---------- | ---------- | ---------- | ---------- | ---------- | ---------- | ---------- | ---------- | ---------- | ---------- | ----------- |
|        | 1      | 1.239      | 1.579      | 1.814      | 1.562      | 1.753      | 1.594      | 1.534      | 1.350      | 1.468      | 1.440      | 1.297      | 1.590      | ستُعلن لاحقًا |

حققت الحلقة الثالثة من المسلسل أعلى نسبة مشاهدة 9.8% ، مايقارب 1.8 مليون مشاهدة، وأصبحت اعلى دراما لقناة إم بي سي في نسب المشاهدة على جميع مسلسلات القناة التي بثت خلال السنتين التي مضت.
| رقم الحلقة | تاريخ البث الأصلي | متوسط حصة الجمهور | متوسط حصة الجمهور | متوسط حصة الجمهور |
| رقم الحلقة | تاريخ البث الأصلي | (AGB Nielsen)     | (AGB Nielsen)     | TNmS              |
| رقم الحلقة | تاريخ البث الأصلي | على الصعيد الوطني | سيئول             | على الصعيد الوطني |
| ---------- | ----------------- | ----------------- | ----------------- | ----------------- |
| 1          | 17 سبتمبر 2021    | 7.2%              | 8.2%              | 5.4%              |
| 2          | 18 سبتمبر 2021    | 8.0%              | 8.5%              | 7.9%              |
| 3          | 24 سبتمبر 2021    | 9.8%              | 10.1%             | 8.4%              |
| 4          | 25 سبتمبر 2021    | 8.3%              | 8.6%              | 7.5%              |
| 5          | 1 أكتوبر 2021     | 9.4%              | 9.8%              | 8.6%              |
| 6          | 2 أكتوبر 2021     | 8.6%              | 9.2%              | 8.3%              |
| 7          | 8 أكتوبر 2021     | 8.4%              | 8.7%              | 7.1%              |
| 8          | 9 أكتوبر 2021     | 7.8%              | 8.6%              | 7.6%              |
| 9          | 15 أكتوبر 2021    | 8.3%              | 8.4%              | 6.3%              |
| 10         | 16 أكتوبر 2021    | 7.6%              | 7.7%              | 6.7%              |
| 11         | 22 أكتوبر 2021    | 7.4%              | 7.5%              | 6.7%              |
| 12         | 23 أكتوبر 2021    | 8.8%              | 9.2%              | 7.6%              |
| المعدل     | المعدل            | 8.30%             | 8.71%             | 7.34%             |

## الإنتاج

### صناعة
- التخطيط العام : هونغ سيوك وو (إم بي سي).[2]
- المساهمون : إم بي سي & منصة Wavve.[22]
- فريق العمل : تم الاستعانة بثلاث فرق عمل لإنتاج هذا المسلسل.[2]
  1. فريق عمل تابع لإم بي سي.
  2. ثري مانا كريتيف.
  3. شركة إتيود المحدودة.

### تفاصيل الإنتاج
تلقى المسلسل استثمارًا بقيمة 15 مليار وون من إم بي سي ومنصة Wavve  لإنتاجه.
يحمل المسلسل عنوان «المشروع الخاص بمناسبة الذكرى الستين على تأسيس إم بي سي».
سيتم إصدار حلقتين من المسلسل بعنوان : ذا فيل، موبيوس، والتي تركز على قصص لشخصيات بارك ها سون وجونغ مون سونغ وجانغ يونغ نام، ومن المقرر عرضها في 29-30 أكتوبر 2021.

## روابط خارجية
- على الموقع الرسمي (بالكورية).
- شمس سوداء  في قاعدة بيانات الأفلام على الإنترنت (بالإنجليزية)
- شمس سوداء على هانسينما (بالانجيلزية).